# Reinier Alcántara
Reinier Alcántara Núñez (Pinar del Río, Provincia de Pinar del Río, Cuba, 14 de enero de 1982) es un futbolista cubano. Juega de delantero y su club actual es el Miami FC.

## Trayectoria
Alcántara debutó en el Fútbol Club Pinar del Río con quince años y ha desarrollado toda su carrera deportiva a nivel de clubes en ese equipo.

### Huida en Estados Unidos
Alcántara huyó de la concentración de la Selección de Cuba, cuando esta estaba concentrada para disputar un partido frente a los Estados Unidos el 11 de octubre de 2008 en Washington D. C., válido para las eliminatorias clasificatorias para la Copa Mundial de Fútbol de 2010.

## Selección nacional
Ha sido internacional con la Selección de fútbol de Cuba, con la que debutó en 2005, en un partido clasificatorio para la Copa de Oro de la CONCACAF 2005 frente a Haití. Anteriormente ya había sido internacional en categorías Sub-17 y Sub-20.
Su primer gol con la selección lo anotó el 8 de junio de 2007 frente a México, en un partido de la Copa de Oro de la CONCACAF 2007 disputado en el Giants Stadium de Rutherford del Este.

### Participaciones en Copas de Oro de la CONCACAF
| Copa de Oro de la CONCACAF      | Sede           | Resultado    |
| ------------------------------- | -------------- | ------------ |
| Copa de Oro de la CONCACAF 2007 | Estados Unidos | Primera fase |